# Ел Астиљеро (Халпа)
Ел Астиљеро (шп. El Astillero) насеље је у Мексику у савезној држави Закатекас у општини Халпа. Насеље се налази на надморској висини од 2200 м.

## Становништво
Према подацима из 2010. године у насељу су живела 3 становника.

### Хронологија
| Година       | 2000       | 2005       | 2010 |
| ------------ | ---------- | ---------- | ---- |
| Становништво | 17 (8 / 9) | 11 (4 / 7) | 3    |

### Попис
| # | Индикатор                     | Вредност |
| - | ----------------------------- | -------- |
| 1 | Укупно домаћинстава           | 3        |
| 2 | Укупно насељених домаћинстава | 1        |
| 3 | Величина локације             | 1        |